# Hellmuth Eichner
Hellmuth Eichner (15 mei 1946, Schönenberg, (Ruppichteroth)), bijgenaamd der Eichner, is een Duits schilder en beeldhouwer.

## Biografie
Eerst studeerde Eichner aan de Kölner Werkschulen en werd in 1971 wegens godslastering uit de Kadow-klas verbannen. Aansluitend studeerde hij aan de Kunstakademie Düsseldorf, waar hij student bij professor Rolf Sackenheim en professor Joseph Beuys was.
Sinds 1965 wordt zijn werk in talrijke tentoonstellingen gepresenteerd. Zijn werk is ook in meerdere openbare verzamelingen vertegenwoordigd en was sinds 1985 op 100 individuele en groepstentoonstellingen te zien.
Sinds 2004 is hij opgenomen in het Handbuch bildender Künstler (K. G. Saur Verlag, München).
Eichner woont en werkt sinds 2000 in Swisttal-Buschhoven.

## Prijzen (selectie)
- 1970 Rhein Tiber Prijs, Rome
- 1973 Europaprijs, Oostende

- Gemeinsame Normdatei: 118817493
- International Standard Name Identifier: 0000 0000 8126 6003
- Library of Congress Control Number: n86092225
- Virtual International Authority File: 47558530
- WorldCat: E39PBJrcmQvXRkyjtbYV3cfwmd